# Bucky O'Hare and the Toad Wars
Bucky O'Hare and the Toad Wars, i Kanada känd som (Bucky O'Hare and the Toad Menace) är en fransk- amerikansk animerad TV-serie från 1991, skapad av Sunbow Productions, Marvel Productions, Abrams/Gentile Entertainment, Continuity Comics och franska IDDH.

## Handling
TV-serien är baserad på seriefiguren Bucky O'Hare. TV-serien animerades av AKOM, och är bland annat ihågkommen för sin signaturmelodi.
Serien började sändas 1991 i BBC, samt i USA. De flesta idéerna från serietidningen finns med i TV-serien, med vissa skillnader. Bruce transporteras till en annan dimension i stället för att bli dödad, Willy kan fritt resa mellan Jorden och Aniversum (med hjälp av en hemmabygd fotonaccelerator), och den allsmäktige musen förekommer inte. I TV-serien utforskas Aniversum mer grundligt, och flera berättelser smälts löst samman. Buckys hemplanet "Warren" erövras av Paddimperiet i första avsnittet, och befrias i det sista.

## Röster
| Rollfigur           | Röst             |
| ------------------- | ---------------- |
| Bucky O'Hare        | Jason Michas     |
| Willy DuWitt        | Shane Meier      |
| KOMPLEX             | Long John Baldry |
| AFC Blinky          | Samuel Vincent   |
| Deadeye Duck        | Scott McNeil     |
| Bruiser             | Dale Wilson      |
| Pilot Jenny         | Margot Pinvidic  |
| Al Negator          | Gary Chalk       |
| Toadborg            | Richard Newman   |
| Frix                | Terry Klassen    |
| Frax                | Scott McNeil     |
| Captain Mimi LaFloo | Margot Pinvidic  |
| Commander Dogstar   | Gary Chalk       |
| Toad Air Marshall   | Jay Brazeau      |

### Fotnoter
1. ↑  Phil de Semlyen, Ali Plumb, Helen O'Hara, James Dyer (31 maj 2017). ”Classic Kids' TV Shows That Still Rock Our World” (på engelska). Empire. https://www.empireonline.com/movies/features/classic-kids-tv-shows-still-rock-world/. Läst 2 februari 2020.
2. ↑  Kogan, Rick (5 januari 1992). ”Arkiverade kopian”. Chicago Tribune. Arkiverad från originalet den 2 februari 2014. https://web.archive.org/web/20140202221102/http://articles.chicagotribune.com/1992-01-05/entertainment/9201020220_1_righteous-indignation-olds-pint-sized. Läst 6 juni 2014.
3. ↑  ”Interview with Doug Katsaros”. The Bucky O'Hare Fan Fiction & Information Site. http://www.buckyohare.org/katsaros.shtml. Läst 6 juni 2014.
4. ↑  ”Bucky O'Hare and the Toad Wars” (på engelska). TV.com. 19 mars 1991. http://www.tv.com/shows/bucky-ohare-and-the-toad-wars/. Läst 6 juni 2014.
5. ↑  ”Interview with Christy Marx”. The Bucky O'Hare Fan Fiction & Information Site. http://www.buckyohare.org/marx.shtml. Läst 6 juni 2014.